# Leavenworth, Kansas
Leavenworth är en stad i Leavenworth County i delstaten Kansas, USA med 35 420 invånare (2000). Staden är uppkallad efter Henry Leavenworth.